# 윌리엄 셰어
윌리엄 해럴드 셰어(영어: William Harold Scherr, 1961년 7월 27일~)는 미국의 전직 레슬링 선수이다. 빌 셰어(영어: Bill Scherr)로도 불렸으며 1988년 하계 올림픽 남자 자유형 라이트헤비급 종목에서 동메달을, 세계 선수권 대회에서 금메달 1개, 은메달 2개, 동메달 1개를 획득했다. 

## 경력
셰어는 1961년 7월 27일 사우스다코타주 유레카에서 태어났다.  1982년 네브래스카 대학교 링컨에 입학했고 1984년 전미 대학 체육 협회 레슬링 선수권 대회 190파운드(-86kg) 부문에서 우승했다.
1985년 미국 레슬링 국가대표로 발탁되었으며 그 해 10월 부다페스트에서 열린 1985년 세계 선수권 대회에서 자유형 라이트헤비급 종목에 출전했고 동독의 롤란트 두치아크를 꺾고 우승했다. 1986년 3월에는 미국 털리도에서 열린 레슬링 월드컵 자유형 라이트헤비급에 출전했고 소련의 마하르베크 하다르체프의 뒤를 이어 2위에 올랐다.
1988년 9월에는 대한민국 서울에서 열린 1988년 하계 올림픽 자유형 라이트헤비급 종목에 출전했다. 그는 폴란드의 보이치에흐 발라, 체코슬로바키아의 율리우스 스트르니스코, 영국의 노엘 로번, 불가리아의 게오르기 카라두셰프를 상대로 승리했으며 루마니아의 바실레 푸슈카슈에게 패하여 4승 1패의 성적으로 예선을 통과했다. 셰어는 결승에서 동독의 우베 노이페르트를 테크니컬 폴승으로 꺾었으며 최종 승점에서 푸슈카슈와 소련의 레리 하벨로프에게 밀려 동메달을 획득했다.
1998년 미국 레슬링 명예의 전당에 헌액되었다.

## 개인사
쌍둥이 형제인 제임스 셰어 또한 레슬링 선수로 활동했으며 2002년 미국 레슬링 명예의 전당에 헌액되었다.